# Cry for Me (Camila Cabello)
Cry for Me è un brano musicale della cantante statunitense Camila Cabello, pubblicato il 4 ottobre 2019 come primo singolo promozionale dal secondo album in studio Romance.

## Descrizione
Il brano è stato scritto dalla stessa cantante insieme a Ryan Tedder, Frank Dukes e Louis Bell, ed è stato prodotto da questi ultimi due. La cantante ha confermato il singolo sui suoi canali social il 2 ottobre 2019. Emily Semper del Rolling Stone ha affermato che il testo di Cry for Me esprime il sentimento che si prova dopo una rottura «quando vuoi che il tuo ex sia triste quanto lo sei tu».

## Promozione
Camila Cabello ha cantato Cry for Me insieme ad Easy nella puntata del 12 ottobre 2019 del Saturday Night Live.

## Tracce
1. Cry for Me – 3:09

## Classifiche
| Classifica (2019) | Posizione massima |
| ----------------- | ----------------- |
| Canada            | 81                |
| Croazia           | 98                |
| Grecia            | 40                |
| Irlanda           | 57                |
| Lituania          | 35                |
| Portogallo        | 88                |
| Regno Unito       | 85                |
| Repubblica Ceca   | 78                |
| Slovacchia        | 50                |
| Stati Uniti       | 115               |
| Svezia            | 95                |
| Svizzera          | 90                |